# Udinové
Udinové nebo lid Udi je etnikum žijící zejména na Kavkaze, kde patří k nejpůvodnějším. V současné době žijí Udinové hlavně v Ázerbájdžánu a v Rusku, menší populace se nacházejí v Gruzii, Kazachstánu nebo na Ukrajině. Jejich celkový počet je asi 10 000 lidí. Mluví udinštinou, jež patří k Severovýchodokavkazským jazykům, a má vlastní specifickou abecedu ze 7. až 9. století. Někteří Udinové také mluví ázerbájdžánsky, rusky, gruzínsky nebo arménsky - podle toho, kde žijí. Jejich náboženstvím je křesťanství, a to již od starověku. Jsou totiž považováni za jeden z 26 kmenů starověké a křesťanské Kavkazské Albánie a za poslední zbytek kavkazských Albánců. Od 5. století jsou Udinové často zmiňováni v arménských zdrojích. Rozsáhlejší informace jsou uvedeny v Historii země Ałuank od Movsese Kagankatvaciho. Pod arabskou a později perskou nadvládou někteří z Udinů konvertovali k islámu a přijali ázerbájdžánský jazyk. Jiní se asimilovali do Gruzínů nebo Arménů. Dnes většina Udinů, kteří si zachovali původní identitu, patří k východní pravoslavné církvi, část pak k arménské apoštolské nebo gruzínské pravoslavné církvi. V roce 2003 byla v Ázerbájdžánu založena „Křesťanská náboženská komunita albánsko-udinská“, která se snaží obnovit Albánskou apoštolskou církev jako nezávislou na Arménské apoštolské církvi, která je v Ázerbájdžánu nepopulární kvůli sporům s Arménií. Zejména po roce 2020 Ázerbájdžán Udini zapojil do své státní propagandy a rozšířil narativ o tom, že Arméni původní udinské křesťanství znásilnili a teprve Ázerbájdžán od arménského útlaku Udiny osvobozuje a umožňuje jim vyznávat jejich původní národní víru. Tradičním sídlem Udinů byla obec Vartašen na severu Ázerbájdžánu (dnes město Oğuz). Ještě v 80. letech tam udinsky mluvilo 3000 lidí. Během války o Náhorní Karabach však byli vyhnáni a obec změnila i jméno. Posledními místy soustředěného udinského osídlení tak zůstává vesnice Nidž v Ázerbájdžánu a vesnice Zinobiani v Gruzii, která byla založena uprchlíky z Ázerbájdžánu z 20. let 20. století. Při sčítání lidu v Ázerbájdžánu v roce 1999 se 4152 lidi přihlásilo k udinské národnosti. Při sčítání lidu v Rusku v roce 2002 to bylo 3721 obyvatel, většina v Rostovské oblasti.